# Deuchelried
Deuchelried ist einer von sechs Teilorten der Großen Kreisstadt Wangen im Allgäu im Landkreis Ravensburg in Baden-Württemberg. Der Ort liegt etwa einen Kilometer östlich des Hauptortes Wangen.

## Geschichte

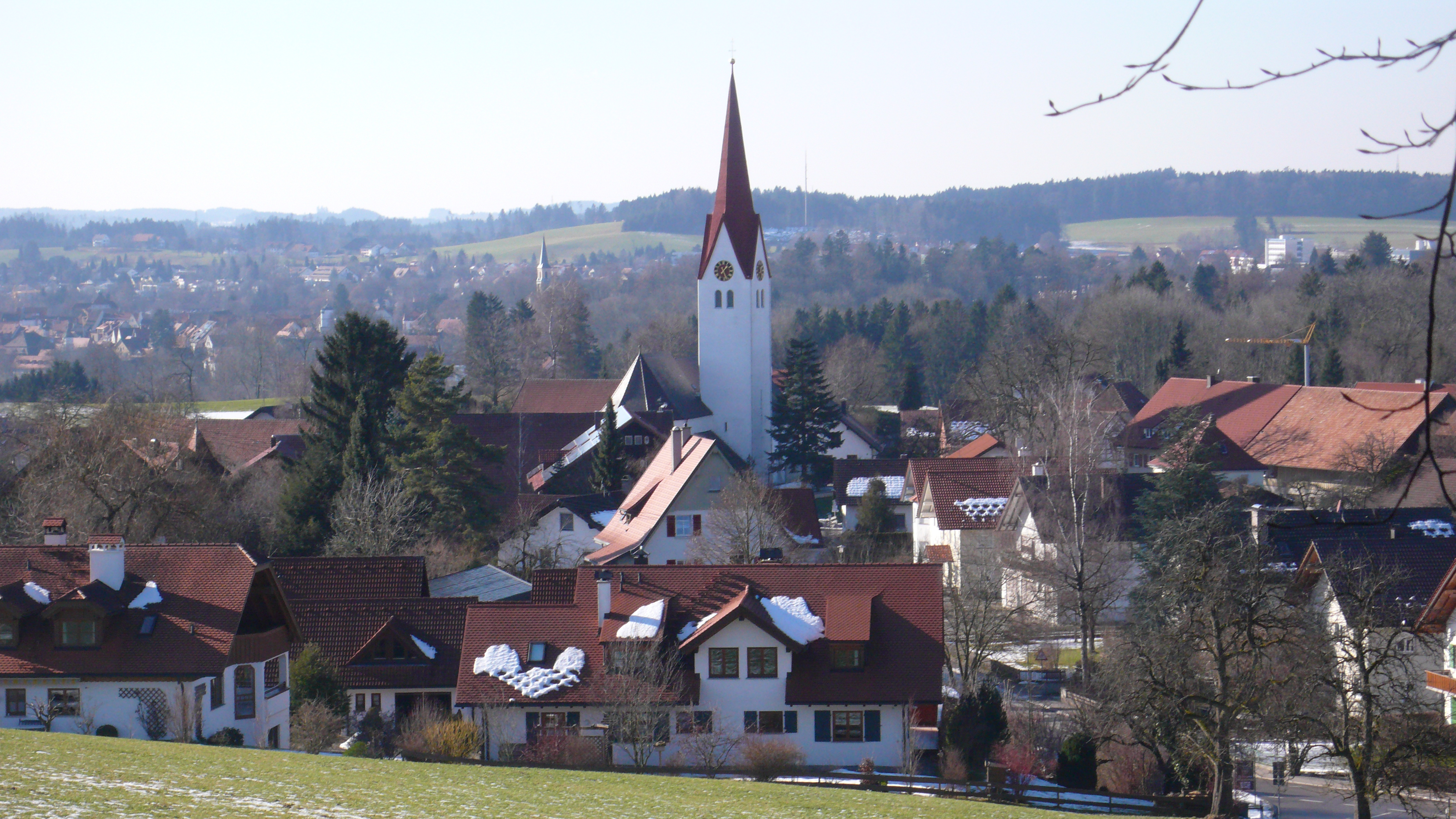
Deuchelried (im Hintergrund die Stadt Wangen)

Deuchelried wurde erstmals 1307 als Tihtlerriet erwähnt. Das Dorf war erst in Besitz des Klosters Sankt Gallen, bis es um 1318 in Besitz des Klosters Salem ging. Ab dem 14. Jahrhundert erwarb die Reichsstadt Wangen Zug um Zug das Gebiet durch Kauf (1467 Haldenberg, 1513 Oflings, 1583 Epplings) und Tausch (1587 bis 1590 Bach, Käferhofen, Breiten, Hag und Haldenberg) und führte es als Gerichtsbezirk Deuchelried. Erst 1767 konnte Wangen die hohe Gerichtsbarkeit im ganzen Gerichtsbezirk von Graf Franz von Abensberg und Traun kaufen. 1802 ging Deuchelried zusammen mit Wangen an Bayern, bevor es 1810 wieder württembergisch wurde. Aus dem Gerichtsbezirk entstand 1820 die Gemeinde. Deuchelried wurde am 1. Februar 1972 im Rahmen der Gemeindereform in Baden-Württemberg in die Stadt Wangen im Allgäu eingegliedert.

## Persönlichkeiten
- Matthäus Karrer (* 1968), Weihbischof, wuchs in Deuchelried auf